# Червоноволодимирівка (Миколаївський район)
Червоноволоди́мирівка — село в Україні, у Сухоєланецькій сільській громаді Миколаївського району Миколаївської області. Населення становить 364 особи.

## Населення
Згідно з переписом УРСР 1989 року чисельність наявного населення села становила 382 особи, з яких 175 чоловіків та 207 жінок.
За переписом населення України 2001 року в селі мешкали 362 особи.

### Мова
Розподіл населення за рідною мовою за даними перепису 2001 року:
| Мова       | Відсоток |
| ---------- | -------- |
| українська | 93,68 %  |
| російська  | 5,77 %   |
| білоруська | 0,27 %   |
| молдовська | 0,27 %   |

## Уродженці
- Іваницький В'ячеслав Едуардович (1944 — 2022) — художник, дизайнер, майстер декоративно-прикладного мистецтва, Заслужений діяч мистецтв України.